# Macromia polyhymnia
Macromia polyhymnia är en trollsländeart som beskrevs av Maurits Anne Lieftinck 1929. Macromia polyhymnia ingår i släktet Macromia och familjen skimmertrollsländor. Inga underarter finns listade i Catalogue of Life.